# 아재북경등니
《아재북경등니》(중국어: 我在北京等你, 병음: Wǒ zài běi jīng děng nǐ 워짜이베이징덩니[*])는 2020년 방송되었던 중국의 드라마이다.

## 소개
- 어릴 적부터 가난한 사람들을 위한 변호사가 되는 꿈을 꾸는 남자와 세계 최고의 디자이너가 되길 바라는 여자가 우연히 만나 함께 꿈을 위해 노력하는 이야기를 그린 드라마.

## 등장 인물
- 리이펑 - 서천 역
- 장수잉 - 성하 역
- 장멍제 - 신개 역
- 후위웨이 - 새림나 역
- 하두연 (何杜娟) - 소이매 역
- 리천하오- 한극 역
- 저우추추 - 담쟁쟁 역
- 타라 클린스 - 이반 역
- 황숴원 - 우당란 역
- 곽가명 (郭家铭) - 왕대치 역